# Ходачків-Великий
Ходачкі́в-Вели́кий — пасажирський залізничний зупинний пункт Тернопільської дирекції Львівської залізниці.
Розташований у селі Великий Ходачків, Козівський район Тернопільської області на лінії Ходорів — Березовиця-Острів між станціями Денисів-Купчинці (3 км) та Березовиця-Острів (7 км).
Станом на травень 2019 року щодня дві пари дизель-потягів прямують за напрямком Ходорів — Тернопіль.